# Manfred Römbell

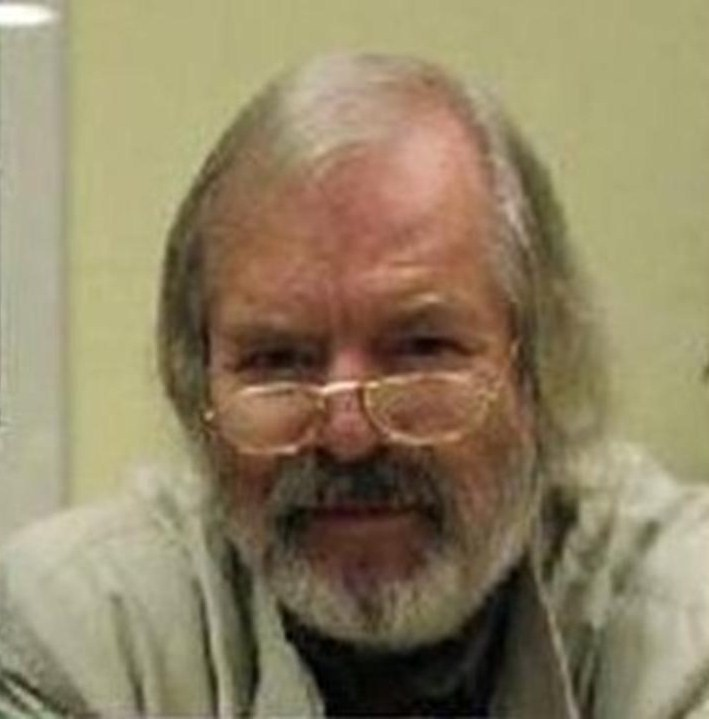
Manfred Römbell

Manfred Römbell (* 3. Dezember 1941 in Bildstock; † 21. Juni 2010 in Saarbrücken) war ein deutscher Schriftsteller.

## Leben
Manfred Römbell absolvierte nach dem Gymnasium eine Ausbildung zum Rechtspfleger. Nach einem kurzen Besuch der Staatlichen Werkkunstschule Saarbrücken, einer der Vorgängereinrichtungen der heutigen Hochschule der Bildenden Künste Saar, und einer Tätigkeit als Buchhändler kehrte er in seinen ursprünglichen Beruf zurück, den er im Saarland und in Berlin ausübte. In den 1970er Jahren begann er mit dem Veröffentlichen literarischer Texte. Manfred Römbell war Mitglied des Verbandes Deutscher Schriftsteller und lebte als freier Schriftsteller in Saarbrücken. Der Autor litt lange Jahre unter einer schweren Krankheit; er wurde am 21. Juni 2010 tot in seiner Wohnung aufgefunden.
Römbell war Verfasser von Romanen, Erzählungen, Gedichten, Hörspielen und Fernsehdrehbüchern. Sein Hauptwerk ist die Rotstraßentrilogie, in der die Geschichte einer saarländischen Familie nach 1945 erzählt wird.

## Ehrungen und Auszeichnungen
- 1969 Kurt-Magnus-Preis der ARD
- 1975 Reisestipendium des Auswärtigen Amtes
- 1986 Kunstpreis der Stadt Saarbrücken
- 2002 Otto-Weil-Kulturpreis der Stadt Friedrichsthal
- 2004 Stipendium des Künstlerhauses Schloss Wiepersdorf
- 2015 Straßenbenennung „Manfred-Römbell-Weg“ in seiner Heimatstadt Friedrichsthal[2]

## Werke
- 1971: Kaltluft, Pforzheim
- 1973: Kurze Prozesse. 17 Texte. schritte 23, Wolfgang Fietkau Verlag, Berlin 1973, ISBN 3-87352-023-0.
- 1976: Richtig lebendig wird es auf dem Friedhof im Herbst, München
- 1977: Brennen mit Licht, Köln
- 1980: Das nächste Fest soll noch größer werden, Dillingen
- 1981: Stadt und Land, Dillingen (zusammen mit Jürgen Proföhr und Udo Wolter)
- 1982: Durchsichtig ist das Land, Rastatt
- 1984: Vogesenflut, Saarbrücken
- 1989: Rotstraßenzeit, Landau/Pfalz
- 1993: Rotstraßenträume, Landau/Pfalz
- 1995: Grenzüberschreitung, Saarbrücken
- 1996: Rotstraßenende, Blieskastel
- 2001: FernsehSpott, Frankfurt am Main
- 2007: Was blieb von all den Blicken, Blieskastel
- 2009: Doppelleben. Gollenstein-Verl., Merzig 2009, 357 S., ISBN 978-3-938823-49-1.